# Karolinelund

Karolinelund, tidigare bland annat Tivoliland och Carolinelund, är en nöjespark i Ålborg i Danmark. Parken ligger på en tidigare militär exercisplats i de östra delarna av centrala Ålborg. Efter att tidigare ha varit privatägd drivs parken sedan januari 2007 av Ålborgs kommun och sköts av ledningen för Ålborg zoo. 
Ursprungligen stavades Karolinelund med C efter arvprinsessan Caroline. Från mitten av 1970-talet fram till 2005 hette parken Tivoliland och marknadsfördes som Danmarks dejligste land.
Området skänktes 1824 av staden till officerarna vid förläggningen och deras familjer som rekreationsområde. På 1840-talet vidgades bruket och platsen blev ett populärt utflyktsmål för stadens invånare. Nöjesparken på området öppnades 1946.